# 麥克拉肯鎮區 (密蘇里州克里斯蒂安縣)
麥克拉肯鎮區（英語：McCracken Township）是位於美國密蘇里州克里斯蒂安縣的一個行政鎮區。

## 地方資料
麥克拉肯鎮區的面積為50.44平方千米，當中陸地面積為50.28平方千米，而水域面積為0.16平方千米。根據2020年美國人口普查的數據，當地共有人口1875人，而人口密度為每平方千米37.17人。